# Oedera steyniae
Oedera steyniae là một loài thực vật có hoa trong họ Cúc. Loài này được (L.Bolus) Anderb. & K.Bremer mô tả khoa học đầu tiên năm 1991.